# Stoneyhill House

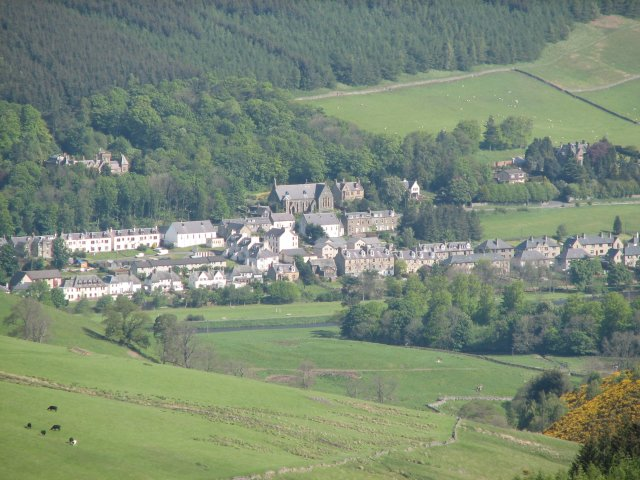
Stoneyhill House im Wald oberhalb des Dorfes

Stoneyhill House ist eine Villa in der schottischen Ortschaft Walkerburn in der Council Area Scottish Borders. 1985 wurde das Bauwerk in die schottischen Denkmallisten in der höchsten Denkmalkategorie A aufgenommen. Des Weiteren bildet es zusammen mit dem zugehörigen Stoneyhill Cottage und der Sunnybrae Lodge ein Denkmalensemble der Kategorie A. Die beiden Außengebäude sind jedoch auch jeweils separat als Kategorie-A-Denkmäler klassifiziert.

## Geschichte
Der Textilindustrielle Henry Ballantyne betrieb in der Umgebung verschiedene Textilmühlen. Im 19. Jahrhundert gründete er die Ortschaft Walkerburn. Mit seinem Tod im Jahre 1865 erbten seine fünf Söhne das Unternehmen. Nachdem in den folgenden Jahren drei der Söhne einen neuen Betrieb in Innerleithen aufbauten, führten John und David Ballantyne die Walkerburn Mills fort. John Ballantyne beauftragte 1868 den schottischen Architekten Frederick Thomas Pilkington mit der Errichtung von Stoneyhill House. Obschon auf einem eigenen Grundstück gelegen, teilte sich die Villa Gemeinschaftsflächen mit David Ballantynes nahegelegener Villa Sunnybrae House. Zur Begehung einer Hochzeit wurde Stoneyhill House 1890 um einen Ballsaal ergänzt.

## Beschreibung
Die zweistöckige Villa liegt auf einem weitläufigen Grundstück oberhalb von Walkerburn. Stilistisch sind verschiedene historistische Strömungen eingeflossen. So weist das asymmetrisch aufgebaute Stoneyhill House sowohl neogotische als auch neomaurische und neoromanische Details auf. Ein Fresko eines spanischen Künstlers ziert die Eingangshalle. Des Weiteren sind im Innenraum klassizistisch inspirierte Gesimse sowie ein Treppenbalustrade aus dunkler Eiche bemerkenswert. Der hinzugefügte Ballsaal ist mit Eichenvertäflung und Bleiglasfenstern gestaltet.

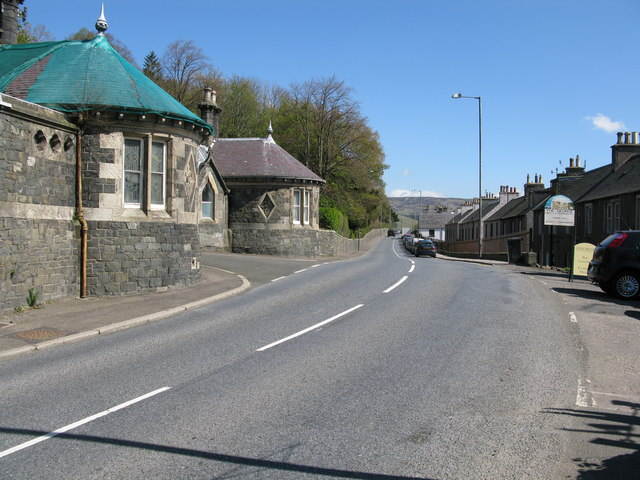
Sunnybrae Lodge links; Stoneyhill Cottage dahinter

## Stoneyhill Cottage und Sunnybrae Lodge
Die beiden identisch aufgebauten Lodges liegen an der Hauptstraße von Walkerburn (A72). Sie flankieren den Zufahrtsweg zu den Anwesen. Die 1868 von Pilkington entworfenen Gebäude weisen neogotische Elemente auf, die an Entwürfe John Ruskins angelehnt sind. Markant sind die straßenseitig rund hervortretenden Gebäudeteile mit Zwillingsfenstern und jeweils drei blinden Vierpässen in der fortführenden Begrenzungsmauer. Neben den zweiflügligen Eingangsportalen sind in den Innenräumen weitgehend die ursprünglichen Holzarbeiten erhalten. Die Gebäude schließen mit schiefergedeckten Dächern.